# Arjun (film, 1985)
Pour plus de détails, voir Fiche technique et Distribution.
Arjun est un film d'action du cinéma indien, en langue hindi, réalisé en 1985, par Rahul Rawail. Le film met en vedette Dimple Kapadia, Sunny Deol, Raj Kiran (en) et Anupam Kher. Le film est un succès et classé comme un Hit par le box-office. Le film est ensuite refait en tamoul sous le nom de Sathyaa (en), en télougou, sous le nom de Bharatamlo Arjunudu (en) et en kannada, sous le nom de Sangrama (en).
Le film parle d'un jeune homme éduqué mais sans emploi nommé Arjun Malvankar (Sunny Deol), issu d'une famille marathi de la classe moyenne inférieure de Bombay. Il a un groupe d'amis qui sont également au chômage. Ils sont tous frustrés par le système qui prospère grâce à la corruption et à l'exploitation des faibles. Le père d'Arjun est un homme simple qui s'est résigné à une vie de pauvre sans se soucier des problèmes. Sa femme, Shashi Kala, est sa seconde épouse qui méprise Arjun et le raille constamment parce qu'il est au chômage et inutile. Arjun se retrouve involontairement mêlé à des gangsters locaux qui sont affiliés au député local et, à partir de là, rejoint un politicien rival pour dénoncer le député local corrompu. Cependant, il découvre rapidement le monde obscur de la politique et se rend compte qu'il est juste utilisé comme un pion par les politiciens pour leurs intérêts égoïstes.
Les droits de ce film sont détenus par la société Red Chillies Entertainment de Shahrukh Khan. Sukanya Verma de Rediff.com l'a qualifié de meilleur film d'action de Sunny Deol.

## Fiche technique
Sauf indication contraire, les informations mentionnées dans cette section peuvent être confirmées par la base de données cinématographiques IMDb,  présente dans la section « Liens externes ».
- Titre : Arjun
- Réalisation : Rahul Rawail
- Scénario : Javed Akhtar
- Langue : Hindi
- Genre : Film d'action
- Durée : 154 minutes (2 h 34)
- Dates de sorties en salles :
  -  Inde : 20 avril 1985